# Sloanea paradisearum
Sloanea paradisearum är en tvåhjärtbladig växtart som beskrevs av F. Müll.. Sloanea paradisearum ingår i släktet Sloanea och familjen Elaeocarpaceae. Inga underarter finns listade i Catalogue of Life.